# O Expresso de Xangai
Shanghai Express (bra/prt: O Expresso de Xangai) é um filme estadunidense de 1932, dos gêneros aventura e drama romântico, dirigido por Josef von Sternberg, com roteiro de Jules Furthman baseado em Sky Over China, romance não publicado de Harry Hervey. 
Foi o quarto filme da colaboração da atriz Marlene Dietrich com o diretor von Sternberg[carece de fontes?]. A direção de fotografia de Lee Garmes foi premiada com o Oscar.
O filme teria três remakes: em 1942, Night Plane from Chungking[carece de fontes?]; em 1951, Peking Express[carece de fontes?], e em 1986, Shanghai Express, de Jim Goddard.

## Elenco principal
- Marlene Dietrich...Magdalen, a "Shanghai Lily"
- Clive Brook...Capitão Donald 'Doc' Harvey
- Anna May Wong...Hui Fei
- Warner Oland...Sr. Henry Chang
- Eugene Pallette...Sam Salt
- Lawrence Grant...Reverendo Sr. Carmichael
- Louise Closser Hale...Senhora Haggerty
- Gustav von Seyffertitz ...Eric Baum
- Emile Chautard...Major Lenard

## Sinopse
O filme se passa em 1931, quando a China estava convulsionada pela Guerra Civil. Ao embarcar no expresso de Xangai, um trem (comboio) que vai partir de Pequim, o capitão britânico Donald 'Doc' Harvey é avisado pelos amigos de que a notória cortesã "Shanghai Lily" será também uma passageira. Eles se referem a ela pejorativamente como "coaster" ou de "alto custo", pois teria arruinado financeiramente com seus caprichos, cinco homens.
Quando Doc a encontra, ele a reconhece como Magdalen, uma antiga amante de quem se separara havia cinco anos em função das suas obrigações militares. Shangai Lily divide uma cabine de primeira classe com outra cortesã, a chinesa Hui Fei. Também viajam na primeira classe o reverendo Sr. Carmichael, o jogador inveterado Sam Salt, o traficante de ópio Eric Baum, a anciã Sra. Haggerty, o oficial francês Major Lenard e o misterioso eurasiano Henry Chang.
Durante a viagem, soldados do governo páram o trem e prendem um agente rebelde que se misturava com os passageiros. Depois que o trem é recolocado em marcha, o Sr. Chang se revela como um comandante rebelde e resolve tomar o comboio com suas tropas. Ele escolhe um dos passageiros para fazê-lo de refém e o trocar pelo espião detido. Doc é o escolhido, obrigando Shangai Lily a se sacrificar para salvá-lo.

## Prêmios e indicações
Óscar
- Venceu
  - Melhor fotografia em preto e branco[4]

- Indicado
  - Melhor diretor[4]
  - Melhor filme[4]